# Grapadora térmica

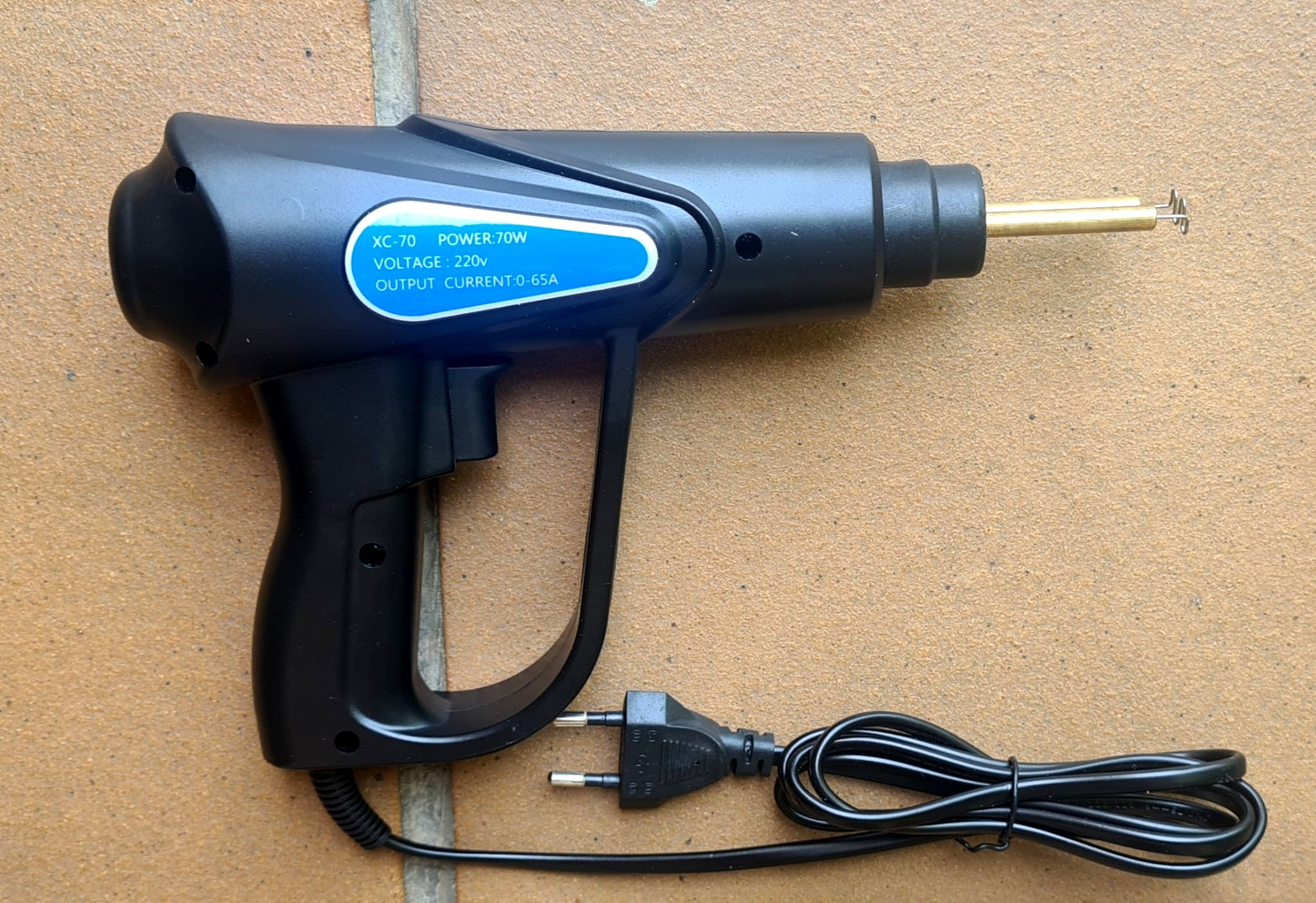
Reparador de parachoques

Una grapadora térmica (también llamada soldador por grapas térmicas, soldador de parachoques o soldador de inserción metálica) es una herramienta eléctrica diseñada para reparar piezas de plástico termoplástico mediante la inserción de grapas metálicas calentadas. Es ampliamente utilizado en talleres de carrocería, industrias de fabricación y reparación de plásticos, así como en aplicaciones domésticas para restaurar componentes dañados, sustituyendo a la soldadura por aire caliente o adhesivos o incluso a la soldadura ultrasónica.
Nombres alternativos
- Inglés: plastic repair stapler, plastic bumper welder, hot stapler,
- Castellano: grapadora térmica para plásticos, soldador de plástico por inserción metálica, reparador térmico de grapas.

## Principio de funcionamiento
El dispositivo funciona calentando grapas metálicas (habitualmente de acero inoxidable o aleaciones resistentes a la corrosión) hasta alcanzar una temperatura controlada (entre 200 y 500 °C, según el modelo). Estas grapas se insertan perpendicularmente en la zona fracturada del plástico, p.e. un parachoques o guardabarros, fundiendo parcialmente el material circundante. Al enfriarse, la grapa queda embebida en el plástico, creando un refuerzo estructural interno. Posteriormente, la superficie puede lijarse y tratarse con masillas o pinturas para restaurar su apariencia original.

## Historia y desarrollo
La técnica surgió en la década de 1990 como alternativa a los métodos tradicionales de soldadura por aire caliente o adhesivos. Su popularidad aumentó con el uso masivo de plásticos en la industria automotriz, donde los parachoques dejaron de ser metálicos. Marcas como Uretech o Steinel fueron pioneras en comercializar herramientas profesionales.

## Kits y aplicaciones

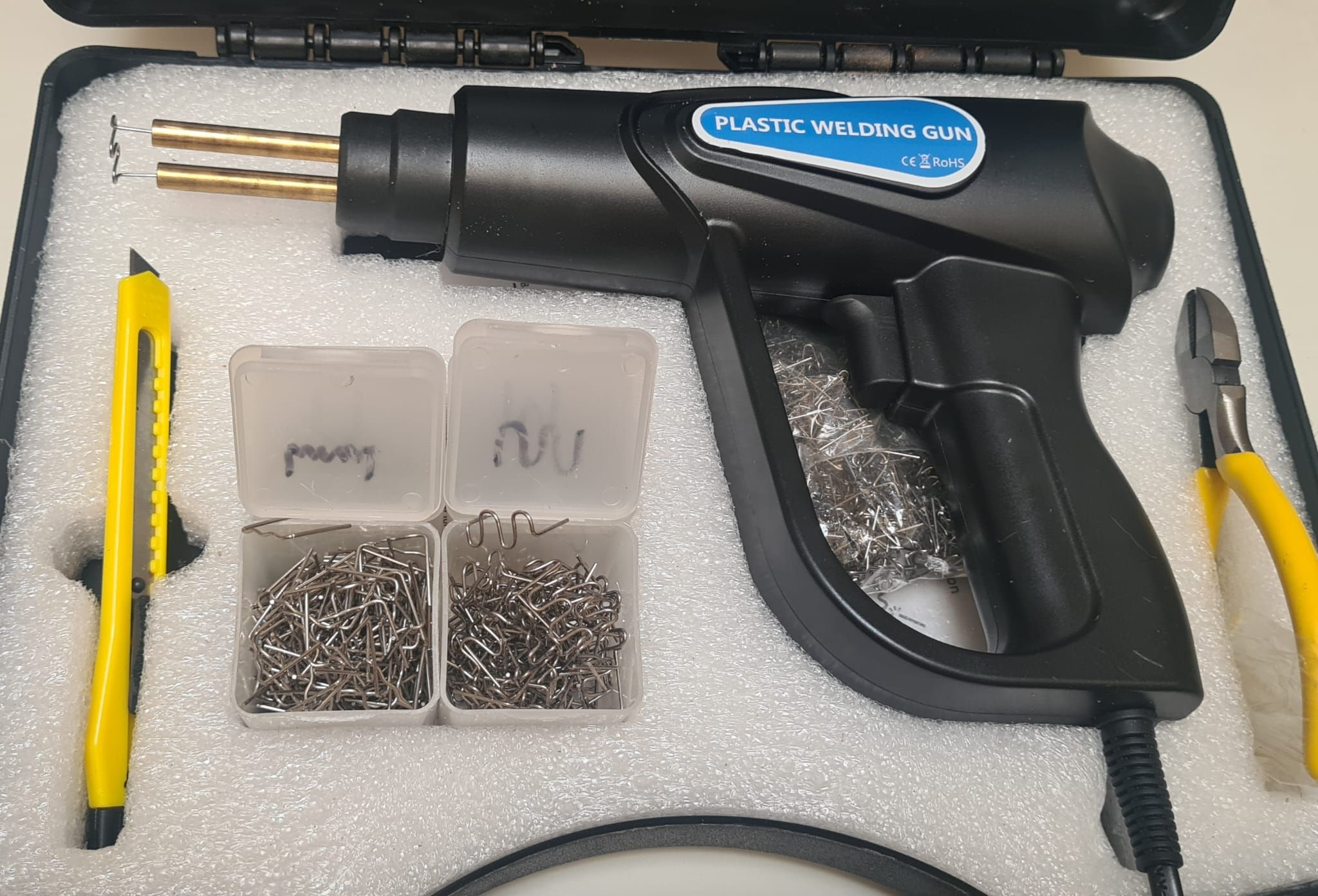
Kit "Plastic welding gun"

- Automoción: Reparación de parachoques, carenados de motocicletas, rejillas, espóileres y carcasas de faros.[5]
- Electrodomésticos: Fijación de carcasas de lavadoras, aspiradoras o equipos electrónicos.
- Mobiliario: Restauración de sillas plásticas, paneles o elementos decorativos.
- Industria: Reparación de depósitos, conductos o componentes de maquinaria fabricados en termoplásticos como PP, ABS o policarbonato.

## Ventajas e inconvenientes

### Ventajas
- Económico: Evita el reemplazo completo de piezas costosas.
- Ecológico: Reduce residuos plásticos al prolongar la vida útil de los componentes.
- Versatilidad: Compatible con múltiples termoplásticos, incluidos materiales difíciles de soldar como el polipropileno (PP).
- Resistencia: Las grapas proporcionan mayor durabilidad que adhesivos o soldaduras tradicionales.

### Inconvenientes
- No es efectivo en plásticos termoestables (como la baquelita).
- Requiere habilidad técnica para evitar deformaciones por exceso de calor.
- En piezas sometidas a alta tensión, puede necesitar aislamiento adicional.

## Tipos de grapas y consumibles
Las grapas varían según:
- Material: Acero inoxidable, aluminio o aleaciones especiales.
- Forma: Rectas, en "T" o personalizadas para zonas curvas.
- Tamaño: Longitudes entre 10 mm y 25 mm, con espesores de 1 mm a 2.5 mm.

Algunos modelos incluyen accesorios como boquillas intercambiables o reguladores de temperatura digitales.